# Seznam kulturních památek na Hradčanech
Tento seznam nemovitých kulturních památek v části Hradčany v hlavním městě Praze  vychází z  Ústředního seznamu kulturních památek ČR, který na základě zákona č. 20/1987 Sb., o státní památkové péči, vede Národní památkový ústav jako ústřední organizace státní památkové péče. Údaje jsou průběžně upřesňovány, přesto mohou obsahovat i řadu věcných a formálních chyb a nepřesností či být neaktuální. 
Pokud byly některé části dotčeného území vyčleněny do samostatných seznamů, měly by být odkazy na tyto dílčí seznamy uvedeny v úvodu tohoto seznamu nebo v úvodu příslušné sekce seznamu.
Staré Město, Nové Město, Malá Strana, Hradčany, Josefov, Vyšehrad a z malé části Vinohrady, Holešovice, Podolí a Smíchov jsou od roku 1971 jako Pražská památková rezervace městskou památkovou rezervací.

## Praha 1

### ZSJ Hrad
Základní sídelní jednotka Hrad je vymezena na severu ulicemi Jelení a Mariánské hradby, na západě ulicemi U Brusnice, Kanovnická a Radnické schody.

#### Pražský hrad
| Památka                | Fotografie                                      | Rejstříkové číslo v ÚSKP                                                             | Sídelní útvar                                               | Poloha                           | Popis a poznámky |
| ---------------------- | ----------------------------------------------- | ------------------------------------------------------------------------------------ | ----------------------------------------------------------- | -------------------------------- | --- |
| Pražský hrad (Q193369) | \| \| \| \| \| \|                               | 11719/1-922 Pam. katalog MIS                                                         | Hradčany                                                    | 50°5′27,8″ s. š., 14°24′6″ v. d. | Pražský hrad: národní kulturní památka. Symbol českého státu je jednou z nejvýznamnějších českých památek, sídlo prezidenta republiky. Poznámka: Rozpis parcel a objektů uveden níže. Památkově chráněno od 22. prosince 1964. |
|                        | Kategorie „Prague Castle “ na Wikimedia Commons | Hledat fotografie a kategorie ve Wikimedia Commons podle rejstříkového čísla památky | Nahrát snímek k tomuto tématu do úložiště Wikimedia Commons |                                  | |

- parc. 1 (zahrnuje I., II., III. a IV. nádvoří s částí budov):
  - Hrad čp. 1 (Hrad I. nádvoří čp. 1)
  - II. nádvoří
  - Kohlova kašna na 2. nádvoří
  - Matyášova brána (z 1. na 2. nádvoří)
  - Nový palác
  - obelisk na 3. nádvoří
  - socha svatého Jiří na 3. nádvoří
  - rampa na 3. nádvoří
  - Býčí schodiště na 3. nádvoří
  - Orlí kašna na 3. nádvoří
  - opěrná zeď
  - Rothmayerovo schodiště
  - domek zahradníka
  - brána zahrady na Baště
  - oplocení se sochami Gigantů
  - lávka
- parc. 2/1
  - Plečnikova kolonáda
  - kyklopské schodiště
  - zábradlí s balustrádou
  - zahrada Na Baště
  - opěrná zeď
  - kruhové schodiště
  - pergola
- parc. 2/2: restaurace Na Baště (zahrada Na baště čp. 320)
- parc. 3: kaple svatého Kříže na 2. nádvoří
- parc. 4: katedrála svatého Víta, Václava a Vojtěcha na 3. nádvoří
- parc. 5: Velká věž (hlavní věž katedrály u 3. nádvoří)
- parc. 6: Staré proboštství (Hrad III. nádvoří 48/2), WC, zastřešení archeologických nálezů
- parc. 7:
  - zahrada Na Valech
  - Bellevue
  - 3 plastiky světlonošů
  - Samsonova kašna
  - památníky defenestrovaným
  - Plečnikovo zábradlí
  - barokní kašna
  - Dobrý pastýř
  - Rajská zahrada
  - zídka
  - žulová mísa
  - monumentální schodiště
  - amfora
  - syenitová mísa
  - zeď u Matyášova pavilonu
  - ohradní zeď
- parc. 8: Matyášův pavilon, ohradní zeď, brána do Rajské zahrady
- parc. 9: ohradní zeď zahrady Na Valech, pergola, Moravská bašta
- parc. 10: Plečnikova vyhlídka
- parc. 11:
  - zahrada Na Valech
  - studna
  - pergola
  - Alpinium
  - vinice
  - zeď pod zahradou
  - Labutí kašna
  - Malý belveder
  - schodiště se sochou
- parc. 12: kaple Všech svatých
- parc. 13: Tereziánský ústav šlechtičen (náměstí U svatého Jiří 2/1, Jiřská 2/3), kašna
- parc. 14, 15: dvůr
- parc. 16: terasa pod Ústavem šlechtičen, busta Plečnika
- parc. 17, 9: Moravská bašta
- parc. 19, 18: Lobkovický palác čp. 3 (Jiřská 3/1)
- parc. 20, 21, 22: zahrada Na Valech
- parc. 21: hradba
- parc. 22: hradba Na Opyši
- parc. 23: obytný dům (Staré zámecké schody 192/8, Na Opyši 192/8)
- parc. 24: zahrada Na Opyši, oplocení, opěrná zeď
- parc. 25: východní brána
- parc. 26: východní hradba, schodiště se zdí při východní bráně
- parc. 27: východní hradba, kamenný kryt odvětrání
- parc. 28: Daliborka
- parc. 29: Zlatá ulička (východně od domu Zlatá ulička u Daliborky 12/1)
- parc. 30:
  - Staré purkrabství čp. 6 (Jiřská 6/2 a 4, Zlatá ulička u Daliborky 6/3)
  - terasa purkrabství
  - purkrabství
  - Černá věž
  - ohradní zeď
  - brána
  - socha Mládí
- parc. 32, 33: domek Zlatá ulička u Daliborky 12/1
- parc. 34: domek Zlatá ulička u Daliborky 13/2
- parc. 35, 36: domek Zlatá ulička u Daliborky 14/4
- parc. 38, 37: domek Zlatá ulička u Daliborky 15/6
- parc. 39, 40: domek Zlatá ulička u Daliborky 16/8
- parc. 41: hradba Zlaté uličky
- parc. 42, 43: domek Zlatá ulička u Daliborky 17/10
- parc. 45, 44: domek Zlatá ulička u Daliborky 18/12
- parc. 46, 47: domek Zlatá ulička u Daliborky 19/14
- parc. 49, 48: domek Zlatá ulička u Daliborky 20/16
- parc. 50, 51: domek Zlatá ulička u Daliborky 21/18
- parc. 53, 52: domek Zlatá ulička u Daliborky 22/20
- parc. 54, 55: domek Zlatá ulička u Daliborky 23/22
- parc. 64, 63: domek Zlatá ulička u Daliborky 24/24
- parc. 65, 66: domek Zlatá ulička u Daliborky 25/26
- parc. 68, 67: domek Zlatá ulička u Daliborky 26/28
- parc. 69, 70: domek Zlatá ulička u Daliborky 27/30
- parc. 71: domek Zlatá ulička u Daliborky
- parc. 56: dům U Zeleného ořechu (Zlatá ulička u Daliborky 11/7), kamenné umyvadlo
- parc. 57: Malý Lobkovický palác (Jiřská 7/6, Zlatá ulička u Daliborky 7/5)
- parc. 58: dům U sv. Floriána (Jiřská 8/8, Zlatá ulička u Daliborky 8/9)
- parc. 59: obytný dům (Jiřská 9/10, Zlatá ulička u Daliborky 9/11)
- parc. 60: Podybníkovský dům (Jiřská 10/12, Zlatá ulička u Daliborky 10/13)
- parc. 61: kapitulní rezidence (Zlatá ulička u Daliborky 31/36 a 40)
- parc. 62: dům U Kamenného stolu (Zlatá ulička u Daliborky 30/38)
- parc. 72: Bílá věž (Zlatá ulička u Daliborky 28/32)
- parc. 73
- parc. 74: dům U modré koule (Zlatá ulička u Daliborky 32/34 a 42), zeď Zlaté uličky
- parc. 75: Jiřský klášter (Jiřská 222/14, Zlatá ulička u Daliborky 222/44)
- parc. 76: kaple svaté Anny
- parc. 77: bazilika svatého Jiří
- parc. 78: Jiřský klášter – rajská zahrada
- parc. 79: Jiřský klášter (náměstí U svatého Jiří 33/5), věžice v severní hradbě, opěrná zeď
- parc. 80: Nové proboštství (náměstí U svatého Jiří 34/4), hradba
- parc. 81: náměstí U svatého Jiří – Carattiho kašna
- parc. 82:
- parc. 83: kanovnický dům (náměstí U svatého Jiří 35/3), hradba
- parc. 84: kanovnický dům (náměstí U svatého Jiří 36/2), hradba
- parc. 85: kapitulní děkanství (Vikářská 37/2), lávka na hradbu, hradba
- parc. 86
- parc. 87: Prašná věž – Mihulka
- parc. 88: Malá vikárka (Vikářská 38/4)
- parc. 89: Velká vikárka (Vikářská 39/6)
- parc. 88: Kapitulní škola (Vikářská 40/8)
- parc. 91: slévárna (Hrad II. nádvoří čp. 198)
- parc. 369: obytný dům (Jelení 200/3)
- parc. 370: obytný dům (Jelení 199/5)
- parc. 371: obytný dům (Jelení 197/7)
- parc. 372: obytný dům (Jelení 195/9)
- parc. 373: obytný dům (Jelení 194/11)
- parc. 374: obytný dům (Jelení 193/13)
- parc. 375: obytný dům (Jelení 196/15)
- parc. 377
- parc. 378: obytný dům (Jelení 91/7a)
- parc. 381/1, 382, 384, 385, 386: Lumbeho zahrada
- parc. 381/4: Lumbeho zahrada 2
- parc. 381/1, 384, 385: ohradní zeď
- parc. 386: opěrná zeď
- parc. 381/2: sklad
- parc. 393, 397 (část): Novosvětský příkop – ohradní zeď
- parc. 394 (část): Brusnice
- parc. 418: U Brusnice
- parc. 419: Jelení příkop – oplocení
- parc. 420: Lumbeho vila (U Brusnice 188/1)
- parc. 421/1: skleníky
- parc. 421/2: kovárna (U Brusnice 318/3)
- parc. 422: vila v Lumbeho zahradě (U Brusnice 316/5)
- parc. 423/1: Bažantnice – Masarykova vyhlídka s nástupem, včelín, hospodářský objekt, brána Jízdárenského dvora, ohradní zeď, brána
- parc. 423/2: opěrná zeď, ovocná komora
- parc. 423/4: energocentrum čp. 312 (budova není součástí kulturní památky)
- parc. 424/1: horní Jelení příkop – spojovací tunel, socha Krakonoše, socha Ponocného, medvědí sluj s kašničkou
- parc. 424/2, 424/3: domek medvědáře
- parc. 427: Brusnice – mostek 3, domek medvědáře
- parc. 430: garáže pod jízdárnou, kašna jízdárny 1, 2, 3
- parc. 431: jízdárna (U Prašného mostu 53/7)
- parc. 432: jízdárenský dvůr (U Prašného mostu 54/5)
- parc. 433/1: jízdárenský dvůr (U Prašného mostu 55/3)
- parc. 433/2: brány a zeď Jízdárenského dvora
- parc. 435: Bažantnice
- parc. 436: Císařský rybník
- parc. 440: Lumbeho zahrada – hospodářský objekt, ohradní zeď, dům správy zahrad
- parc. 441: Lumbeho zahrada – dům správy zahrad, ohradní zeď, oplocení
- parc. 442: obytný dům (Jelení 71/1, U Brusnice 71/4), branka
- parc. 558, 559, 560, 561: Hartigovská zahrada
- parc. 558: schodiště, WC
- parc. 559: opěrná zeď, plastika
- parc. 560: hudební pavilon, plastika
- parc. 561: ohradní zeď, 3 plastiky
- parc. 569: ohradní zeď Alpinia
- parc. 709: Královský letohrádek (letohrádek královny Anny, Belveder) (U Prašného mostu 52/1), dům u letohrádku, oplocení
- parc. 710/2, 710/3, 710/4, 712/1, 712/2, 712/3, 712/4
- parc. 713/1: Královská zahrada – opěrná zeď, Herkulova kašna, alegorie noci, schodiště se sochami, pilířová brána, oplocení, schodiště u letohrádku, Zpívající fontána, Giardinetto, fontána 1 a 2, letní míčovna, ohradní zeď, pilířová brána
- parc. 713/2: residence v královské zahradě čp. 310
- parc. 714: skleník, ohradní zeď
- parc. 715: pomník
- parc. 716: Lví dvůr (U Prašného mostu 51/6)
- parc. 717: Stájový dvůr (U Prašného mostu 50/4)
- parc. 718: ohradní zeď
- parc. 719: Stájový dvůr (U Prašného mostu 49/2), dvojitá pilířová brána
- parc. 720: pilířové oplocení
- parc. 723: Míčovna
- parc. 724: oranžerie (stavba není součástí kulturní památky)
- parc. 725: opěrné zdi
- parc. 726: fíkovna, ohradní zeď, zeď za Míčovnou, kašna se lví hlavou, opěrná zeď u pomníku
- parc. 727: dolní Jelení příkop – pyramidální trpaslík, spojovací tunel, Makovského lev, pomník, oplocení, opěrná zeď
- parc. 728: Brusnice – lávka 1 a 2, mostek 1 a 2
- parc. 752/3 (část), 752/4
- parc. 754/1: U Prašného mostu – Prašný most, pilířové oplocení, brána ke garážím
- parc. 780: štola potoka Brusnice
- parc. 782: hradba, schodiště Na Opyši, brána zahrady Na Valech
- parc. 783, 784: Jiřská
- parc. 785: Zlatá ulička (plocha uličky), kašna při čp. 10 (Jiřská 10/12, Zlatá ulička u Daliborky 10/13)
- parc. 786: Vikářská
- parc. 787: brána do Rajské zahrady
- parc. 788: balkon

V seznamu čísel popisných v MonumNetu je uvedeno též čp. 251, které odpovídá adrese Na baště sv. Ludmily 251/5 na parcele č. 574 a neodpovídá rozpisu parcel v MonumNetu. V rozpisu adres v MonumNetu nejsou uvedena všechna čísla popisná zmíněná v rozpisu parcel, chybí zejména řada domů v Jelení ulici.

#### ZSJ Hrad mimo KP Pražský hrad
|  | Kategorie „Candelabrum on Hradčanské náměstí “ na Wikimedia Commons | Hledat fotografie a kategorie ve Wikimedia Commons podle rejstříkového čísla památky | Nahrát snímek k tomuto tématu do úložiště Wikimedia Commons |  |

|  | Kategorie „Marian plague column in Hradčany “ na Wikimedia Commons | Hledat fotografie a kategorie ve Wikimedia Commons podle rejstříkového čísla památky | Nahrát snímek k tomuto tématu do úložiště Wikimedia Commons |  |

|  | Kategorie „Piston water pump on Hradčany Square “ na Wikimedia Commons | Hledat fotografie a kategorie ve Wikimedia Commons podle rejstříkového čísla památky | Nahrát snímek k tomuto tématu do úložiště Wikimedia Commons |  |

|  | Kategorie „Statue of Saint Philip Neri (Prague) “ na Wikimedia Commons | Hledat fotografie a kategorie ve Wikimedia Commons podle rejstříkového čísla památky | Nahrát snímek k tomuto tématu do úložiště Wikimedia Commons |  |

|  | Kategorie „Statue of Saint Wenceslaus by Čeněk Vosmík “ na Wikimedia Commons | Hledat fotografie a kategorie ve Wikimedia Commons podle rejstříkového čísla památky | Nahrát snímek k tomuto tématu do úložiště Wikimedia Commons |  |

|  | Kategorie „Statue of Virgin Mary of Einsiedeln in Prague “ na Wikimedia Commons | Hledat fotografie a kategorie ve Wikimedia Commons podle rejstříkového čísla památky | Nahrát snímek k tomuto tématu do úložiště Wikimedia Commons |  |

|  | Kategorie „Salmovský palác “ na Wikimedia Commons | Hledat fotografie a kategorie ve Wikimedia Commons podle rejstříkového čísla památky | Nahrát snímek k tomuto tématu do úložiště Wikimedia Commons |  |

|  | Kategorie „Schwarzenberský palác, Prague “ na Wikimedia Commons | Hledat fotografie a kategorie ve Wikimedia Commons podle rejstříkového čísla památky | Nahrát snímek k tomuto tématu do úložiště Wikimedia Commons |  |

|  | Kategorie „Klášter bosých karmelitánek (Hradčany) “ na Wikimedia Commons | Hledat fotografie a kategorie ve Wikimedia Commons podle rejstříkového čísla památky | Nahrát snímek k tomuto tématu do úložiště Wikimedia Commons |  |

|  | Kategorie „Martinický palác “ na Wikimedia Commons | Hledat fotografie a kategorie ve Wikimedia Commons podle rejstříkového čísla památky | Nahrát snímek k tomuto tématu do úložiště Wikimedia Commons |  |

|  | Kategorie „Palác Hložků ze Žampachu “ na Wikimedia Commons | Hledat fotografie a kategorie ve Wikimedia Commons podle rejstříkového čísla památky | Nahrát snímek k tomuto tématu do úložiště Wikimedia Commons |  |

|  |  | Hledat fotografie a kategorie ve Wikimedia Commons podle rejstříkového čísla památky | Nahrát snímek k tomuto tématu do úložiště Wikimedia Commons |  |

|  |  | Hledat fotografie a kategorie ve Wikimedia Commons podle rejstříkového čísla památky | Nahrát snímek k tomuto tématu do úložiště Wikimedia Commons |  |

|  | Kategorie „Losenovský palác “ na Wikimedia Commons | Hledat fotografie a kategorie ve Wikimedia Commons podle rejstříkového čísla památky | Nahrát snímek k tomuto tématu do úložiště Wikimedia Commons |  |

|  | Kategorie „Deanery in Hradčany “ na Wikimedia Commons | Hledat fotografie a kategorie ve Wikimedia Commons podle rejstříkového čísla památky | Nahrát snímek k tomuto tématu do úložiště Wikimedia Commons |  |

|  | Kategorie „Kanovnický dům U Černého orla “ na Wikimedia Commons | Hledat fotografie a kategorie ve Wikimedia Commons podle rejstříkového čísla památky | Nahrát snímek k tomuto tématu do úložiště Wikimedia Commons |  |

|  |  | Hledat fotografie a kategorie ve Wikimedia Commons podle rejstříkového čísla památky | Nahrát snímek k tomuto tématu do úložiště Wikimedia Commons |  |

|  | Kategorie „Šternberský palác “ na Wikimedia Commons | Hledat fotografie a kategorie ve Wikimedia Commons podle rejstříkového čísla památky | Nahrát snímek k tomuto tématu do úložiště Wikimedia Commons |  |

|  | Kategorie „Archbishop Palace, Prague “ na Wikimedia Commons | Hledat fotografie a kategorie ve Wikimedia Commons podle rejstříkového čísla památky | Nahrát snímek k tomuto tématu do úložiště Wikimedia Commons |  |

|  | Kategorie „Statue of Saint Joseph (Radnické schody) “ na Wikimedia Commons | Hledat fotografie a kategorie ve Wikimedia Commons podle rejstříkového čísla památky | Nahrát snímek k tomuto tématu do úložiště Wikimedia Commons |  |

|  | Kategorie „Chotkovy sady “ na Wikimedia Commons | Hledat fotografie a kategorie ve Wikimedia Commons podle rejstříkového čísla památky | Nahrát snímek k tomuto tématu do úložiště Wikimedia Commons |  |

|  | Kategorie „Monument to Julius Zeyer in Chotkovy sady “ na Wikimedia Commons | Hledat fotografie a kategorie ve Wikimedia Commons podle rejstříkového čísla památky | Nahrát snímek k tomuto tématu do úložiště Wikimedia Commons |  |

|  |  | Hledat fotografie a kategorie ve Wikimedia Commons podle rejstříkového čísla památky | Nahrát snímek k tomuto tématu do úložiště Wikimedia Commons |  |

|  | Kategorie „Kramářova vila “ na Wikimedia Commons | Hledat fotografie a kategorie ve Wikimedia Commons podle rejstříkového čísla památky | Nahrát snímek k tomuto tématu do úložiště Wikimedia Commons |  |

### ZSJ Pohořelec
Základní sídelní jednotka Pohořelec je vymezena na severu a západě ulicemi Dlabačov a Keplerova, na východě ulicemi U Brusnice, Kanovnická a Radnické schody.
|  | Kategorie „Dům pážat pánů z Martinic “ na Wikimedia Commons | Hledat fotografie a kategorie ve Wikimedia Commons podle rejstříkového čísla památky | Nahrát snímek k tomuto tématu do úložiště Wikimedia Commons |  |

|  | Kategorie „Císařský špitál svatého Antonína “ na Wikimedia Commons | Hledat fotografie a kategorie ve Wikimedia Commons podle rejstříkového čísla památky | Nahrát snímek k tomuto tématu do úložiště Wikimedia Commons |  |

|  | Kategorie „Ursuline monastery in Hradčany “ na Wikimedia Commons | Hledat fotografie a kategorie ve Wikimedia Commons podle rejstříkového čísla památky | Nahrát snímek k tomuto tématu do úložiště Wikimedia Commons |  |

|  | Kategorie „Chapter Residence (Hradčanské náměstí 68) “ na Wikimedia Commons | Hledat fotografie a kategorie ve Wikimedia Commons podle rejstříkového čísla památky | Nahrát snímek k tomuto tématu do úložiště Wikimedia Commons |  |

|  | Kategorie „Chapter Residence (Hradčanské náměstí 65) “ na Wikimedia Commons | Hledat fotografie a kategorie ve Wikimedia Commons podle rejstříkového čísla památky | Nahrát snímek k tomuto tématu do úložiště Wikimedia Commons |  |

|  | Kategorie „Toskánský palác “ na Wikimedia Commons | Hledat fotografie a kategorie ve Wikimedia Commons podle rejstříkového čísla památky | Nahrát snímek k tomuto tématu do úložiště Wikimedia Commons |  |

|  | Kategorie „Martinický palác (Loretánská) “ na Wikimedia Commons | Hledat fotografie a kategorie ve Wikimedia Commons podle rejstříkového čísla památky | Nahrát snímek k tomuto tématu do úložiště Wikimedia Commons |  |

|  | Kategorie „Candelabrum in Loretánská street “ na Wikimedia Commons | Hledat fotografie a kategorie ve Wikimedia Commons podle rejstříkového čísla památky | Nahrát snímek k tomuto tématu do úložiště Wikimedia Commons |  |

|  | Kategorie „Town hall of Hradčany “ na Wikimedia Commons | Hledat fotografie a kategorie ve Wikimedia Commons podle rejstříkového čísla památky | Nahrát snímek k tomuto tématu do úložiště Wikimedia Commons |  |

|  |  | Hledat fotografie a kategorie ve Wikimedia Commons podle rejstříkového čísla památky | Nahrát snímek k tomuto tématu do úložiště Wikimedia Commons |  |

|  | Kategorie „Dům U Tří zlatých sekyrek “ na Wikimedia Commons | Hledat fotografie a kategorie ve Wikimedia Commons podle rejstříkového čísla památky | Nahrát snímek k tomuto tématu do úložiště Wikimedia Commons |  |

|  | Kategorie „Dům U Tří zlatých růží “ na Wikimedia Commons | Hledat fotografie a kategorie ve Wikimedia Commons podle rejstříkového čísla památky | Nahrát snímek k tomuto tématu do úložiště Wikimedia Commons |  |

|  | Kategorie „Hotel Golden Star (Prague) “ na Wikimedia Commons | Hledat fotografie a kategorie ve Wikimedia Commons podle rejstříkového čísla památky | Nahrát snímek k tomuto tématu do úložiště Wikimedia Commons |  |

|  | Kategorie „Statue of Saint John of Nepomuk (Radnické schody) “ na Wikimedia Commons | Hledat fotografie a kategorie ve Wikimedia Commons podle rejstříkového čísla památky | Nahrát snímek k tomuto tématu do úložiště Wikimedia Commons |  |

|  | Kategorie „Dům U Zlatého koníka “ na Wikimedia Commons | Hledat fotografie a kategorie ve Wikimedia Commons podle rejstříkového čísla památky | Nahrát snímek k tomuto tématu do úložiště Wikimedia Commons |  |

|  | Kategorie „Dům U Černého kříže “ na Wikimedia Commons | Hledat fotografie a kategorie ve Wikimedia Commons podle rejstříkového čísla památky | Nahrát snímek k tomuto tématu do úložiště Wikimedia Commons |  |

|  | Kategorie „Dům U Bílého beránka “ na Wikimedia Commons | Hledat fotografie a kategorie ve Wikimedia Commons podle rejstříkového čísla památky | Nahrát snímek k tomuto tématu do úložiště Wikimedia Commons |  |

|  | Kategorie „Dům U Tří červených srdcí “ na Wikimedia Commons | Hledat fotografie a kategorie ve Wikimedia Commons podle rejstříkového čísla památky | Nahrát snímek k tomuto tématu do úložiště Wikimedia Commons |  |

|  | Kategorie „Dům U Bílé čelisti “ na Wikimedia Commons | Hledat fotografie a kategorie ve Wikimedia Commons podle rejstříkového čísla památky | Nahrát snímek k tomuto tématu do úložiště Wikimedia Commons |  |

|  | Kategorie „Dům U Tří andělů “ na Wikimedia Commons | Hledat fotografie a kategorie ve Wikimedia Commons podle rejstříkového čísla památky | Nahrát snímek k tomuto tématu do úložiště Wikimedia Commons |  |

|  | Kategorie „Dům U Zlaté obruče “ na Wikimedia Commons | Hledat fotografie a kategorie ve Wikimedia Commons podle rejstříkového čísla památky | Nahrát snímek k tomuto tématu do úložiště Wikimedia Commons |  |

|  | Kategorie „Dům U Zrcadla “ na Wikimedia Commons | Hledat fotografie a kategorie ve Wikimedia Commons podle rejstříkového čísla památky | Nahrát snímek k tomuto tématu do úložiště Wikimedia Commons |  |

|  | Kategorie „Dům U Kamenného sloupu “ na Wikimedia Commons | Hledat fotografie a kategorie ve Wikimedia Commons podle rejstříkového čísla památky | Nahrát snímek k tomuto tématu do úložiště Wikimedia Commons |  |

|  | Kategorie „Dům U Zlatého jablka (Hradčany) “ na Wikimedia Commons | Hledat fotografie a kategorie ve Wikimedia Commons podle rejstříkového čísla památky | Nahrát snímek k tomuto tématu do úložiště Wikimedia Commons |  |

|  |  | Hledat fotografie a kategorie ve Wikimedia Commons podle rejstříkového čísla památky | Nahrát snímek k tomuto tématu do úložiště Wikimedia Commons |  |

|  | Kategorie „Dům U Zeleného hroznu “ na Wikimedia Commons | Hledat fotografie a kategorie ve Wikimedia Commons podle rejstříkového čísla památky | Nahrát snímek k tomuto tématu do úložiště Wikimedia Commons |  |

|  | Kategorie „Traunovský dům “ na Wikimedia Commons | Hledat fotografie a kategorie ve Wikimedia Commons podle rejstříkového čísla památky | Nahrát snímek k tomuto tématu do úložiště Wikimedia Commons |  |

|  | Kategorie „Vrbnovský palác “ na Wikimedia Commons | Hledat fotografie a kategorie ve Wikimedia Commons podle rejstříkového čísla památky | Nahrát snímek k tomuto tématu do úložiště Wikimedia Commons |  |

|  | Kategorie „Trčkovský palác “ na Wikimedia Commons | Hledat fotografie a kategorie ve Wikimedia Commons podle rejstříkového čísla památky | Nahrát snímek k tomuto tématu do úložiště Wikimedia Commons |  |

|  |  | Hledat fotografie a kategorie ve Wikimedia Commons podle rejstříkového čísla památky | Nahrát snímek k tomuto tématu do úložiště Wikimedia Commons |  |

|  | Kategorie „Dům U Drahomířina sloupu “ na Wikimedia Commons | Hledat fotografie a kategorie ve Wikimedia Commons podle rejstříkového čísla památky | Nahrát snímek k tomuto tématu do úložiště Wikimedia Commons |  |

|  | Kategorie „Dům U Černého vola “ na Wikimedia Commons | Hledat fotografie a kategorie ve Wikimedia Commons podle rejstříkového čísla památky | Nahrát snímek k tomuto tématu do úložiště Wikimedia Commons |  |

|  |  | Hledat fotografie a kategorie ve Wikimedia Commons podle rejstříkového čísla památky | Nahrát snímek k tomuto tématu do úložiště Wikimedia Commons |  |

|  |  | Hledat fotografie a kategorie ve Wikimedia Commons podle rejstříkového čísla památky | Nahrát snímek k tomuto tématu do úložiště Wikimedia Commons |  |

|  |  | Hledat fotografie a kategorie ve Wikimedia Commons podle rejstříkového čísla památky | Nahrát snímek k tomuto tématu do úložiště Wikimedia Commons |  |

|  |  | Hledat fotografie a kategorie ve Wikimedia Commons podle rejstříkového čísla památky | Nahrát snímek k tomuto tématu do úložiště Wikimedia Commons |  |

|  | Kategorie „Hrzánský palác “ na Wikimedia Commons | Hledat fotografie a kategorie ve Wikimedia Commons podle rejstříkového čísla památky | Nahrát snímek k tomuto tématu do úložiště Wikimedia Commons |  |

|  | Kategorie „Ditrichštejnský palác (Hradčany) “ na Wikimedia Commons | Hledat fotografie a kategorie ve Wikimedia Commons podle rejstříkového čísla památky | Nahrát snímek k tomuto tématu do úložiště Wikimedia Commons |  |

|  | Kategorie „Dietrichštejnský - Dromsdorfský dům “ na Wikimedia Commons | Hledat fotografie a kategorie ve Wikimedia Commons podle rejstříkového čísla památky | Nahrát snímek k tomuto tématu do úložiště Wikimedia Commons |  |

|  |  | Hledat fotografie a kategorie ve Wikimedia Commons podle rejstříkového čísla památky | Nahrát snímek k tomuto tématu do úložiště Wikimedia Commons |  |

|  | Kategorie „Trauttmannsdorfský palác (Hradčany) “ na Wikimedia Commons | Hledat fotografie a kategorie ve Wikimedia Commons podle rejstříkového čísla památky | Nahrát snímek k tomuto tématu do úložiště Wikimedia Commons |  |

|  | Kategorie „Chapel of Saint Barbara (Hradčany) “ na Wikimedia Commons | Hledat fotografie a kategorie ve Wikimedia Commons podle rejstříkového čísla památky | Nahrát snímek k tomuto tématu do úložiště Wikimedia Commons |  |

|  | Kategorie „Statue of Saint John of Nepomuk at Pohořelec “ na Wikimedia Commons | Hledat fotografie a kategorie ve Wikimedia Commons podle rejstříkového čísla památky | Nahrát snímek k tomuto tématu do úložiště Wikimedia Commons |  |

|  | Kategorie „Zelený dům (Prague) “ na Wikimedia Commons | Hledat fotografie a kategorie ve Wikimedia Commons podle rejstříkového čísla památky | Nahrát snímek k tomuto tématu do úložiště Wikimedia Commons |  |

|  | Kategorie „Dům U Modrého orla “ na Wikimedia Commons | Hledat fotografie a kategorie ve Wikimedia Commons podle rejstříkového čísla památky | Nahrát snímek k tomuto tématu do úložiště Wikimedia Commons |  |

|  | Kategorie „Dům U Dvou zlatých hvězd “ na Wikimedia Commons | Hledat fotografie a kategorie ve Wikimedia Commons podle rejstříkového čísla památky | Nahrát snímek k tomuto tématu do úložiště Wikimedia Commons |  |

|  | Kategorie „Dům U Tří červených lvích hlav “ na Wikimedia Commons | Hledat fotografie a kategorie ve Wikimedia Commons podle rejstříkového čísla památky | Nahrát snímek k tomuto tématu do úložiště Wikimedia Commons |  |

|  | Kategorie „Dům U Zlatého pluhu (Pohořelec) “ na Wikimedia Commons | Hledat fotografie a kategorie ve Wikimedia Commons podle rejstříkového čísla památky | Nahrát snímek k tomuto tématu do úložiště Wikimedia Commons |  |

|  | Kategorie „Gottwieckovský dům “ na Wikimedia Commons | Hledat fotografie a kategorie ve Wikimedia Commons podle rejstříkového čísla památky | Nahrát snímek k tomuto tématu do úložiště Wikimedia Commons |  |

|  |  | Hledat fotografie a kategorie ve Wikimedia Commons podle rejstříkového čísla památky | Nahrát snímek k tomuto tématu do úložiště Wikimedia Commons |  |

|  | Kategorie „Dům U Zlatého stromu (Pohořelec) “ na Wikimedia Commons | Hledat fotografie a kategorie ve Wikimedia Commons podle rejstříkového čísla památky | Nahrát snímek k tomuto tématu do úložiště Wikimedia Commons |  |

|  |  | Hledat fotografie a kategorie ve Wikimedia Commons podle rejstříkového čísla památky | Nahrát snímek k tomuto tématu do úložiště Wikimedia Commons |  |

|  | Kategorie „Backenhauslovský dům “ na Wikimedia Commons | Hledat fotografie a kategorie ve Wikimedia Commons podle rejstříkového čísla památky | Nahrát snímek k tomuto tématu do úložiště Wikimedia Commons |  |

|  | Kategorie „Dům U Tří žlutých růží “ na Wikimedia Commons | Hledat fotografie a kategorie ve Wikimedia Commons podle rejstříkového čísla památky | Nahrát snímek k tomuto tématu do úložiště Wikimedia Commons |  |

|  |  | Hledat fotografie a kategorie ve Wikimedia Commons podle rejstříkového čísla památky | Nahrát snímek k tomuto tématu do úložiště Wikimedia Commons |  |

|  |  | Hledat fotografie a kategorie ve Wikimedia Commons podle rejstříkového čísla památky | Nahrát snímek k tomuto tématu do úložiště Wikimedia Commons |  |

|  |  | Hledat fotografie a kategorie ve Wikimedia Commons podle rejstříkového čísla památky | Nahrát snímek k tomuto tématu do úložiště Wikimedia Commons |  |

|  |  | Hledat fotografie a kategorie ve Wikimedia Commons podle rejstříkového čísla památky | Nahrát snímek k tomuto tématu do úložiště Wikimedia Commons |  |

|  | Kategorie „Dům U Tří lilií “ na Wikimedia Commons | Hledat fotografie a kategorie ve Wikimedia Commons podle rejstříkového čísla památky | Nahrát snímek k tomuto tématu do úložiště Wikimedia Commons |  |

|  |  | Hledat fotografie a kategorie ve Wikimedia Commons podle rejstříkového čísla památky | Nahrát snímek k tomuto tématu do úložiště Wikimedia Commons |  |

|  |  | Hledat fotografie a kategorie ve Wikimedia Commons podle rejstříkového čísla památky | Nahrát snímek k tomuto tématu do úložiště Wikimedia Commons |  |

|  |  | Hledat fotografie a kategorie ve Wikimedia Commons podle rejstříkového čísla památky | Nahrát snímek k tomuto tématu do úložiště Wikimedia Commons |  |

|  | Kategorie „Strahov Monastery “ na Wikimedia Commons | Hledat fotografie a kategorie ve Wikimedia Commons podle rejstříkového čísla památky | Nahrát snímek k tomuto tématu do úložiště Wikimedia Commons |  |

|  | Kategorie „Kučerův palác “ na Wikimedia Commons | Hledat fotografie a kategorie ve Wikimedia Commons podle rejstříkového čísla památky | Nahrát snímek k tomuto tématu do úložiště Wikimedia Commons |  |

|  | Kategorie „Dům U Zlatého lva (Pohořelec) “ na Wikimedia Commons | Hledat fotografie a kategorie ve Wikimedia Commons podle rejstříkového čísla památky | Nahrát snímek k tomuto tématu do úložiště Wikimedia Commons |  |

|  | Kategorie „Dům U Kundraticů “ na Wikimedia Commons | Hledat fotografie a kategorie ve Wikimedia Commons podle rejstříkového čísla památky | Nahrát snímek k tomuto tématu do úložiště Wikimedia Commons |  |

|  | Kategorie „Šlikův palác “ na Wikimedia Commons | Hledat fotografie a kategorie ve Wikimedia Commons podle rejstříkového čísla památky | Nahrát snímek k tomuto tématu do úložiště Wikimedia Commons |  |

|  | Kategorie „Remains of the chapel of Saint Matthew in Hradčany “ na Wikimedia Commons | Hledat fotografie a kategorie ve Wikimedia Commons podle rejstříkového čísla památky | Nahrát snímek k tomuto tématu do úložiště Wikimedia Commons |  |

|  | Kategorie „Malý Černínský palác “ na Wikimedia Commons | Hledat fotografie a kategorie ve Wikimedia Commons podle rejstříkového čísla památky | Nahrát snímek k tomuto tématu do úložiště Wikimedia Commons |  |

|  | Kategorie „Černínský palác “ na Wikimedia Commons | Hledat fotografie a kategorie ve Wikimedia Commons podle rejstříkového čísla památky | Nahrát snímek k tomuto tématu do úložiště Wikimedia Commons |  |

|  | Kategorie „Loreta “ na Wikimedia Commons | Hledat fotografie a kategorie ve Wikimedia Commons podle rejstříkového čísla památky | Nahrát snímek k tomuto tématu do úložiště Wikimedia Commons |  |

|  | Kategorie „Capuchin monastery in Hradčany “ na Wikimedia Commons | Hledat fotografie a kategorie ve Wikimedia Commons podle rejstříkového čísla památky | Nahrát snímek k tomuto tématu do úložiště Wikimedia Commons |  |

|  | Kategorie „Černínská 5 (Prague) “ na Wikimedia Commons | Hledat fotografie a kategorie ve Wikimedia Commons podle rejstříkového čísla památky | Nahrát snímek k tomuto tématu do úložiště Wikimedia Commons |  |

|  |  | Hledat fotografie a kategorie ve Wikimedia Commons podle rejstříkového čísla památky | Nahrát snímek k tomuto tématu do úložiště Wikimedia Commons |  |

|  |  | Hledat fotografie a kategorie ve Wikimedia Commons podle rejstříkového čísla památky | Nahrát snímek k tomuto tématu do úložiště Wikimedia Commons |  |

|  | Kategorie „Dům U Raka (Prague) “ na Wikimedia Commons | Hledat fotografie a kategorie ve Wikimedia Commons podle rejstříkového čísla památky | Nahrát snímek k tomuto tématu do úložiště Wikimedia Commons |  |

|  |  | Hledat fotografie a kategorie ve Wikimedia Commons podle rejstříkového čísla památky | Nahrát snímek k tomuto tématu do úložiště Wikimedia Commons |  |

|  |  | Hledat fotografie a kategorie ve Wikimedia Commons podle rejstříkového čísla památky | Nahrát snímek k tomuto tématu do úložiště Wikimedia Commons |  |

|  |  | Hledat fotografie a kategorie ve Wikimedia Commons podle rejstříkového čísla památky | Nahrát snímek k tomuto tématu do úložiště Wikimedia Commons |  |

|  | Kategorie „Dům U Zlaté hvězdy (Prague) “ na Wikimedia Commons | Hledat fotografie a kategorie ve Wikimedia Commons podle rejstříkového čísla památky | Nahrát snímek k tomuto tématu do úložiště Wikimedia Commons |  |

|  |  | Hledat fotografie a kategorie ve Wikimedia Commons podle rejstříkového čísla památky | Nahrát snímek k tomuto tématu do úložiště Wikimedia Commons |  |

|  | Kategorie „Dům U Zlatého pluhu “ na Wikimedia Commons | Hledat fotografie a kategorie ve Wikimedia Commons podle rejstříkového čísla památky | Nahrát snímek k tomuto tématu do úložiště Wikimedia Commons |  |

|  |  | Hledat fotografie a kategorie ve Wikimedia Commons podle rejstříkového čísla památky | Nahrát snímek k tomuto tématu do úložiště Wikimedia Commons |  |

|  |  | Hledat fotografie a kategorie ve Wikimedia Commons podle rejstříkového čísla památky | Nahrát snímek k tomuto tématu do úložiště Wikimedia Commons |  |

|  | Kategorie „Dům U Zlatého beránka (Nový svět, Prague) “ na Wikimedia Commons | Hledat fotografie a kategorie ve Wikimedia Commons podle rejstříkového čísla památky | Nahrát snímek k tomuto tématu do úložiště Wikimedia Commons |  |

|  | Kategorie „Dům U Zlatého čápa “ na Wikimedia Commons | Hledat fotografie a kategorie ve Wikimedia Commons podle rejstříkového čísla památky | Nahrát snímek k tomuto tématu do úložiště Wikimedia Commons |  |

|  |  | Hledat fotografie a kategorie ve Wikimedia Commons podle rejstříkového čísla památky | Nahrát snímek k tomuto tématu do úložiště Wikimedia Commons |  |

|  |  | Hledat fotografie a kategorie ve Wikimedia Commons podle rejstříkového čísla památky | Nahrát snímek k tomuto tématu do úložiště Wikimedia Commons |  |

|  |  | Hledat fotografie a kategorie ve Wikimedia Commons podle rejstříkového čísla památky | Nahrát snímek k tomuto tématu do úložiště Wikimedia Commons |  |

|  | Kategorie „Dům U Svatého Michala “ na Wikimedia Commons | Hledat fotografie a kategorie ve Wikimedia Commons podle rejstříkového čísla památky | Nahrát snímek k tomuto tématu do úložiště Wikimedia Commons |  |

|  |  | Hledat fotografie a kategorie ve Wikimedia Commons podle rejstříkového čísla památky | Nahrát snímek k tomuto tématu do úložiště Wikimedia Commons |  |

|  | Kategorie „Dům U Zlatého hroznu (Nový Svět, Prague) “ na Wikimedia Commons | Hledat fotografie a kategorie ve Wikimedia Commons podle rejstříkového čísla památky | Nahrát snímek k tomuto tématu do úložiště Wikimedia Commons |  |

|  | Kategorie „Dům U Zlaté hrušky “ na Wikimedia Commons | Hledat fotografie a kategorie ve Wikimedia Commons podle rejstříkového čísla památky | Nahrát snímek k tomuto tématu do úložiště Wikimedia Commons |  |

|  | Kategorie „Dům U Zlatého noha (Nový svět, Prague) “ na Wikimedia Commons | Hledat fotografie a kategorie ve Wikimedia Commons podle rejstříkového čísla památky | Nahrát snímek k tomuto tématu do úložiště Wikimedia Commons |  |

### Strahovská zahrada
Základní sídelní jednotka Strahovská zahrada zaujímá část Hradčan západně, jižně a východně od Strahovského kláštera.
|  | Kategorie „Velká strahovská zahrada “ na Wikimedia Commons | Hledat fotografie a kategorie ve Wikimedia Commons podle rejstříkového čísla památky | Nahrát snímek k tomuto tématu do úložiště Wikimedia Commons |  |

|  | Kategorie „Viniční lis (Strahov Monastery) “ na Wikimedia Commons | Hledat fotografie a kategorie ve Wikimedia Commons podle rejstříkového čísla památky | Nahrát snímek k tomuto tématu do úložiště Wikimedia Commons |  |

|  | Kategorie „Gardener's house of Strahov Monastery “ na Wikimedia Commons | Hledat fotografie a kategorie ve Wikimedia Commons podle rejstříkového čísla památky | Nahrát snímek k tomuto tématu do úložiště Wikimedia Commons |  |

|  |  | Hledat fotografie a kategorie ve Wikimedia Commons podle rejstříkového čísla památky | Nahrát snímek k tomuto tématu do úložiště Wikimedia Commons |  |

|  | Kategorie „Strahovská 123 (Prague) “ na Wikimedia Commons | Hledat fotografie a kategorie ve Wikimedia Commons podle rejstříkového čísla památky | Nahrát snímek k tomuto tématu do úložiště Wikimedia Commons |  |

|  | Kategorie „Strahovská 204 (Prague) “ na Wikimedia Commons | Hledat fotografie a kategorie ve Wikimedia Commons podle rejstříkového čísla památky | Nahrát snímek k tomuto tématu do úložiště Wikimedia Commons |  |

|  | Kategorie „Strahovská 203 (Prague) “ na Wikimedia Commons | Hledat fotografie a kategorie ve Wikimedia Commons podle rejstříkového čísla památky | Nahrát snímek k tomuto tématu do úložiště Wikimedia Commons |  |

|  | Kategorie „Štefánikova hvězdárna “ na Wikimedia Commons | Hledat fotografie a kategorie ve Wikimedia Commons podle rejstříkového čísla památky | Nahrát snímek k tomuto tématu do úložiště Wikimedia Commons |  |

|  | Kategorie „Strahovská 206 (Prague) “ na Wikimedia Commons | Hledat fotografie a kategorie ve Wikimedia Commons podle rejstříkového čísla památky | Nahrát snímek k tomuto tématu do úložiště Wikimedia Commons |  |

|  | Kategorie „Růžový sad (Petřín) “ na Wikimedia Commons | Hledat fotografie a kategorie ve Wikimedia Commons podle rejstříkového čísla památky | Nahrát snímek k tomuto tématu do úložiště Wikimedia Commons |  |

|  | Kategorie „Polibek (Petřín) “ na Wikimedia Commons | Hledat fotografie a kategorie ve Wikimedia Commons podle rejstříkového čísla památky | Nahrát snímek k tomuto tématu do úložiště Wikimedia Commons |  |

|  | Kategorie „Protected statues in Růžový sad (Petřín) “ na Wikimedia Commons | Hledat fotografie a kategorie ve Wikimedia Commons podle rejstříkového čísla památky | Nahrát snímek k tomuto tématu do úložiště Wikimedia Commons |  |

|  | Kategorie „Protected statues in Růžový sad (Petřín) “ na Wikimedia Commons | Hledat fotografie a kategorie ve Wikimedia Commons podle rejstříkového čísla památky | Nahrát snímek k tomuto tématu do úložiště Wikimedia Commons |  |

|  | Kategorie „Statue of Milan Rastislav Štefánik by Bohumil Kafka on Petřín “ na Wikimedia Commons | Hledat fotografie a kategorie ve Wikimedia Commons podle rejstříkového čísla památky | Nahrát snímek k tomuto tématu do úložiště Wikimedia Commons |  |

## Praha 6

### U Písecké brány A
Základní sídelní jednotku U Písecké brány A tvoří část bývalého hradebního pásma mezi ulicemi Na valech, Badeniho, Mariánské hradby a Tychonova. (ZSJ U Písecké brány B tvoří pás mezi ulicemi Na valech a Milady Horákové.)
|  | Kategorie „Bílkova vila “ na Wikimedia Commons | Hledat fotografie a kategorie ve Wikimedia Commons podle rejstříkového čísla památky | Nahrát snímek k tomuto tématu do úložiště Wikimedia Commons |  |

|  | Kategorie „Mickiewiczova 3 (Prague) “ na Wikimedia Commons | Hledat fotografie a kategorie ve Wikimedia Commons podle rejstříkového čísla památky | Nahrát snímek k tomuto tématu do úložiště Wikimedia Commons |  |

|  | Kategorie „U Písecké brány 1 “ na Wikimedia Commons | Hledat fotografie a kategorie ve Wikimedia Commons podle rejstříkového čísla památky | Nahrát snímek k tomuto tématu do úložiště Wikimedia Commons |  |

|  | Kategorie „U Písecké brány 3 “ na Wikimedia Commons | Hledat fotografie a kategorie ve Wikimedia Commons podle rejstříkového čísla památky | Nahrát snímek k tomuto tématu do úložiště Wikimedia Commons |  |

|  | Kategorie „U Písecké brány 24 “ na Wikimedia Commons | Hledat fotografie a kategorie ve Wikimedia Commons podle rejstříkového čísla památky | Nahrát snímek k tomuto tématu do úložiště Wikimedia Commons |  |

|  | Kategorie „Park Charlotty G. Masarykové “ na Wikimedia Commons | Hledat fotografie a kategorie ve Wikimedia Commons podle rejstříkového čísla památky | Nahrát snímek k tomuto tématu do úložiště Wikimedia Commons |  |

|  | Kategorie „Tychonova 4 “ na Wikimedia Commons | Hledat fotografie a kategorie ve Wikimedia Commons podle rejstříkového čísla památky | Nahrát snímek k tomuto tématu do úložiště Wikimedia Commons |  |

|  | Kategorie „Tychonova 6 “ na Wikimedia Commons | Hledat fotografie a kategorie ve Wikimedia Commons podle rejstříkového čísla památky | Nahrát snímek k tomuto tématu do úložiště Wikimedia Commons |  |

### Na hradbách A
Základní sídelní jednotku Na hradbách A tvoří část bývalého hradebního pásma ohraničená ulicemi Milady Horákové, Na valech, Tychonova, Mariánské hradby, Jelení, Keplerova, Myslbekova, Patočkova. (ZSJ Na hradbách B zahrnuje jen cíp území severně od ulice Na valech s budovou knihovny Národního archivu, čp. 5.)
|  | Kategorie „Kadetní škola (Ministry of Defence) “ na Wikimedia Commons | Hledat fotografie a kategorie ve Wikimedia Commons podle rejstříkového čísla památky | Nahrát snímek k tomuto tématu do úložiště Wikimedia Commons |  |

|  |  | Hledat fotografie a kategorie ve Wikimedia Commons podle rejstříkového čísla památky | Nahrát snímek k tomuto tématu do úložiště Wikimedia Commons |  |

|  | Kategorie „Military cemetery in Hradčany “ na Wikimedia Commons | Hledat fotografie a kategorie ve Wikimedia Commons podle rejstříkového čísla památky | Nahrát snímek k tomuto tématu do úložiště Wikimedia Commons |  |

|  |  | Hledat fotografie a kategorie ve Wikimedia Commons podle rejstříkového čísla památky | Nahrát snímek k tomuto tématu do úložiště Wikimedia Commons |  |

## Opevnění
| Památka                                    | Fotografie        | Rejstříkové číslo v ÚSKP                                                             | Sídelní útvar                                               | Poloha                                               | Popis a poznámky |
| ------------------------------------------ | ----------------- | ------------------------------------------------------------------------------------ | ----------------------------------------------------------- | ---------------------------------------------------- | --- |
| Opevnění Malé Strany a Hradčan (Q30170330) | \| \| \| \| \| \| | 44513/1-482 Pam. katalog MIS                                                         | Hradčany                                                    | hranice Hradčan 50°4′50,75″ s. š., 14°24′8,23″ v. d. | městské opevnění Malé Strany a Hradčan, z toho na území Hradčan: - Hladová zeď, parc. 276 (parcela o délce cca 1,14 km, od čp. 206 až k čp. 128), ZSJ Strahovská zahrada 50°4′59,64″ s. š., 14°23′35,46″ v. d. Mariánské hradby, Praha 1, ZSJ Strahovská zahrada: - bastion IV. sv. Karla s kurtinou, parc. 282/1, 282/5 50°4′48,34″ s. š., 14°23′51,84″ v. d. - bastion V. sv. Vavřince s kurtinou, parc. 282/2, 282/3 50°4′51,66″ s. š., 14°23′40,1″ v. d. - stavba bez čp. na bastionu V. parc. 283 část 50°4′52,78″ s. š., 14°23′42,05″ v. d. - bastion VI. sv. Vojtěcha s kurtinou, parc. 282/2 50°4′54,93″ s. š., 14°23′27,74″ v. d. - stavba bez čp. na bastionu VI., parc. 288/1 část 50°4′58,73″ s. š., 14°23′30,85″ v. d. - bastion VII. sv. Norberta s kurtinou, parc. 282/2 50°4′59,19″ s. š., 14°23′17,16″ v. d. - bastion VIII. sv. Špitálský s kurtinou, parc. 282/2, kurtina bastionu VIII. parc. 297, terasa bastionu VIII. parc. 298 50°5′6,53″ s. š., 14°23′8,66″ v. d. - stavba bez čp. na levé straně Strahovské brány, parc. 296, levá strana Strahovské brány, parc. 297, 298 50°5′9,01″ s. š., 14°23′13,43″ v. d. Mariánské hradby, Praha 6, ZSJ Na hradbách: - bašta X. sv. Františka Borgii, parc. 340 50°5′24,45″ s. š., 14°23′12,81″ v. d. - část Kamenné bašty XI. a kurtina, parc. 337 50°5′32,37″ s. š., 14°23′17,45″ v. d. - část bašty XII. Panny Marie, parc. 364, 443/2 50°5′38,39″ s. š., 14°23′27,38″ v. d. - bašta XIII. sv. Benedikta, parc. 446, 454 50°5′39,1″ s. š., 14°23′37,79″ v. d. - bašta XIV. sv. Václava, kurtina, parc. 454 50°5′40,23″ s. š., 14°23′47,96″ v. d. Mariánské hradby, Praha 6, ZSJ U Písecké brány: - Písecká brána (K Brusce 208/5, U Písecké brány 208/20), parc. 593, 594, 595, 596, 597, 598, 599, 652/2, 766/5 50°5′42,77″ s. š., 14°24′21,06″ v. d. - bašta XVI. sv. Jiří, parc. 758, 763 50°5′45,06″ s. š., 14°24′14,05″ v. d. - bašta XVII sv. Ludmily, parc. 770, 771 50°5′46,65″ s. š., 14°24′27,22″ v. d. Mariánské hradby, Praha 1, ZSJ Hrad: - bašta XVIII sv. Tomáše, parc. 774 50°5′43,29″ s. š., 14°24′39,04″ v. d. - kurtina mezi baštou XVIII a XIX, parc. 691 - bašta XIX. sv. Máří Magdaleny, parc. 697 50°5′34,7″ s. š., 14°24′42,98″ v. d. V rozpisu adres v MonumNetu jsou uvedena čp. (bez rozlišení, zda jde o malostranská nebo hradčanská čísla, a bez údaje o příslušnosti k ulici: - čp. 208: Písecká brána (Praha 6-Hradčany, K Brusce 208/5, U Písecké brány 208/20), uvedeno též v rozpisu parcel (jinak by mohlo jít též o dům Nerudova 208/8 na Malé Straně, který však neodpovídá rozpisu parcel) - čp. 273: mohlo by jít o dům Praha 6-Hradčany, Na valech 273/28, Tychonova 273/16, avšak příslušné parcely 491 a 492 nejsou uvedeny v rozpisu parcel, čp. však odpovídá uvedené malostranské parcele 214 (Mostecká 273/21) a popisu „fragmenty hradební zdi a původní zástavby při hradbách, půdorys parcel čp. 274 a 273“ - čp. 310: mohlo by jít o rezidenci čp. 310 v Královské zahradě, ta však již je chráněna v rámci areálu Pražského hradu, nebo o malostranskou adresu Jánský vršek 310/4. - čp. 314: mohlo by jít o hradčanskou adresu Loretánská 314/6a nebo o malostranskou adresu Jánský vršek 314/12. K tomu jsou v MonumNetu uvedena orientační čísla 4, 8, 12, 21, aniž by bylo zřejmé, ke kterému katastru a adrese patří. Poznámka: V Památkovém katalogu není rozpis objektů obsažen. Památkově chráněno od 22. prosince 1964. |
|                                            |                   | Hledat fotografie a kategorie ve Wikimedia Commons podle rejstříkového čísla památky | Nahrát snímek k tomuto tématu do úložiště Wikimedia Commons |                                                      | |